# Pepino (Toledo)
Pepino ist ein Ort und eine Gemeinde (Municipio) im Nordosten der Provinz Toledo in Spanien mit 3.259 Einwohnern (Stand: 2024).

## Lage
Pepino liegt etwa 85 Kilometer westnordwestlich von Toledo in einer Höhe von ca. 455 m. Durch die Gemeinde führt die Autovía A-5. In Pepino herrscht ein kontinentales Klima mit extremen Temperaturen und starken Amplituden. Die Niederschläge sind sehr unregelmäßig und selten, meist im Herbst und Frühling konzentriert.

## Bevölkerungsentwicklung
| Jahr      | 1970 | 1981 | 1991 | 2001 | 2011 | 2021 |
| Einwohner | 626  | 441  | 617  | 981  | 2563 | 3060 |

Trotz der zunehmenden Mechanisierung der Landwirtschaft und der Aufgabe bäuerlicher Kleinbetriebe ist die Bevölkerung – hauptsächlich durch Zuwanderung – seit den 2000er Jahren deutlich angestiegen.

## Sehenswertes
- Kirche der Unbefleckte Empfängnis (Iglesia de la Purísima Concepción)
- Christuskapelle (Ermita del Cristo de Medinaceli)

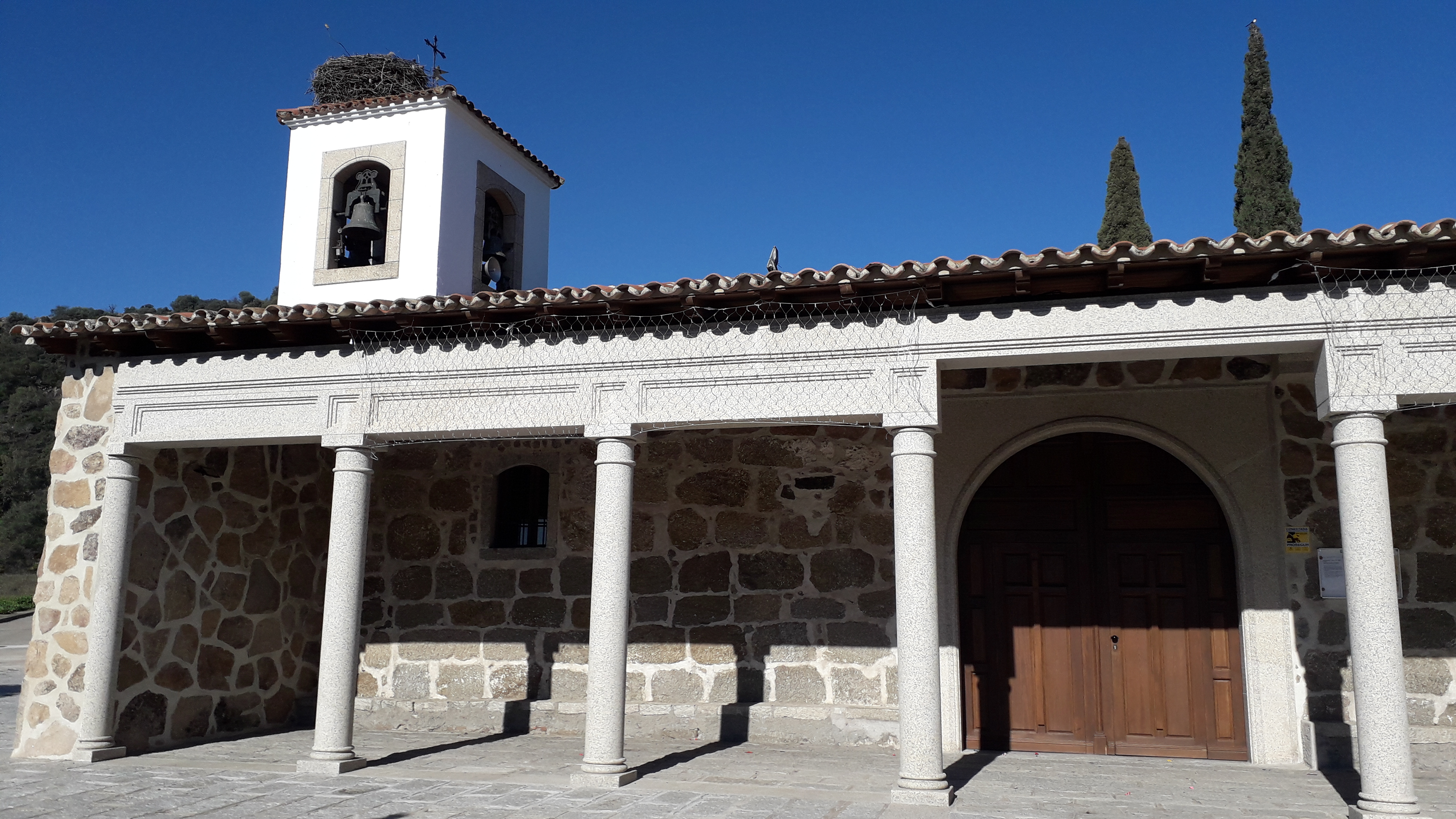
Kirche der Unbefleckten Empfängnis